# Camden Town

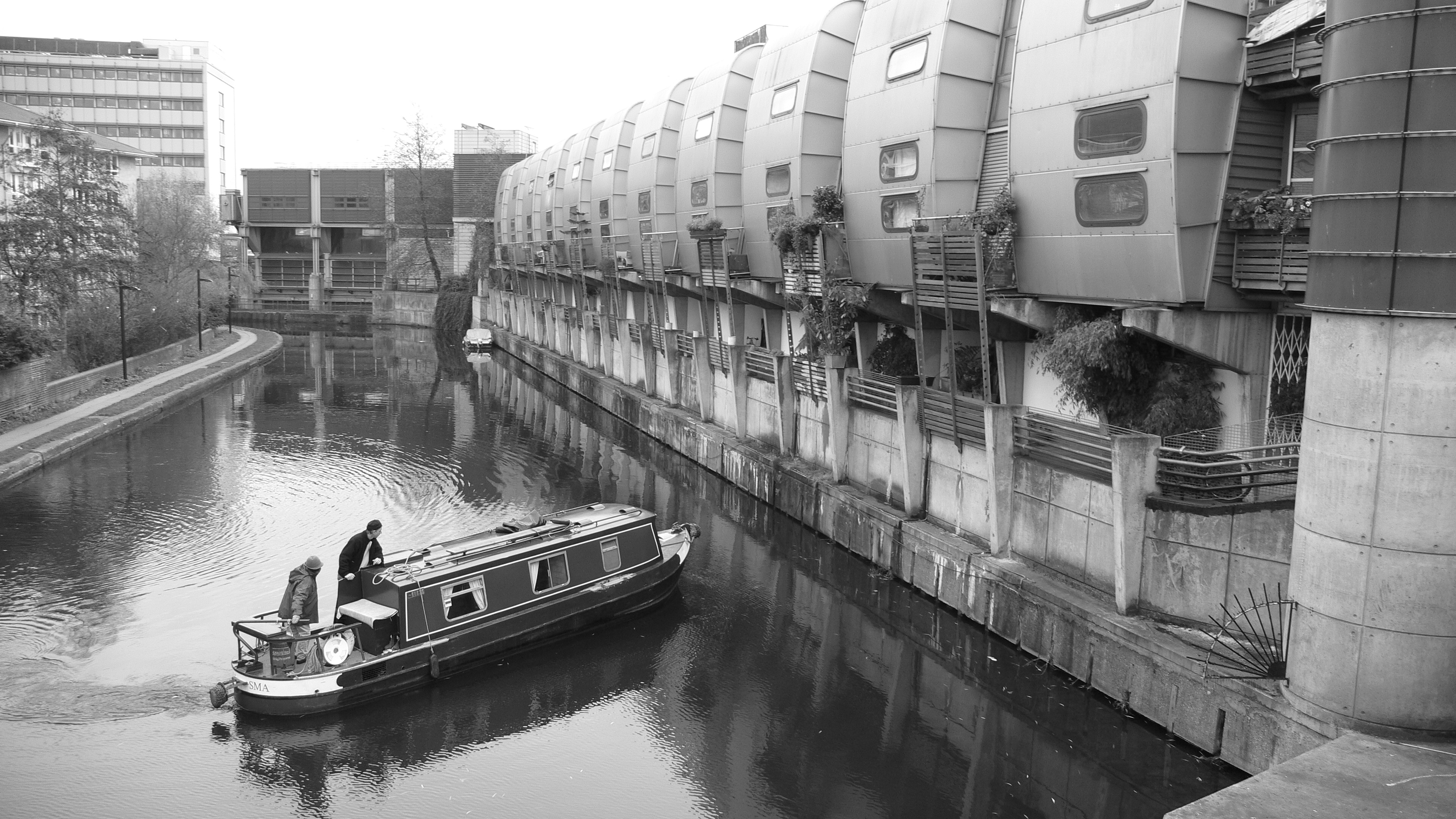
Domy navržené architektem Nicholasem Grimshawem nad Regent's Canal.

Camden Town je oblast v londýnském městském obvodu Camden. Leží 3,7 km na severozápad od Charing Crossu. Tato oblast je známá pro své trhy, bary, hudební kluby a jako centrum alternativních stylů a subkultury.

## Zajímavosti
Severní částí obvodu vede Regent's Canal, jehož okolí je populární pro letní vycházky. Tento kanál protéká Regent's Parkem, v němž se nachází londýnská zoo.
Místem pořádání hudebních produkcí je Roundhouse, původně lokomotivní depo s točnou společnosti London and Birmingham Railway, které bylo v 60. letech 20. století přeměněno v koncertní sál a znovu bylo po kompletní renovaci otevřeno v roce 2006.

## Camdenské trhy

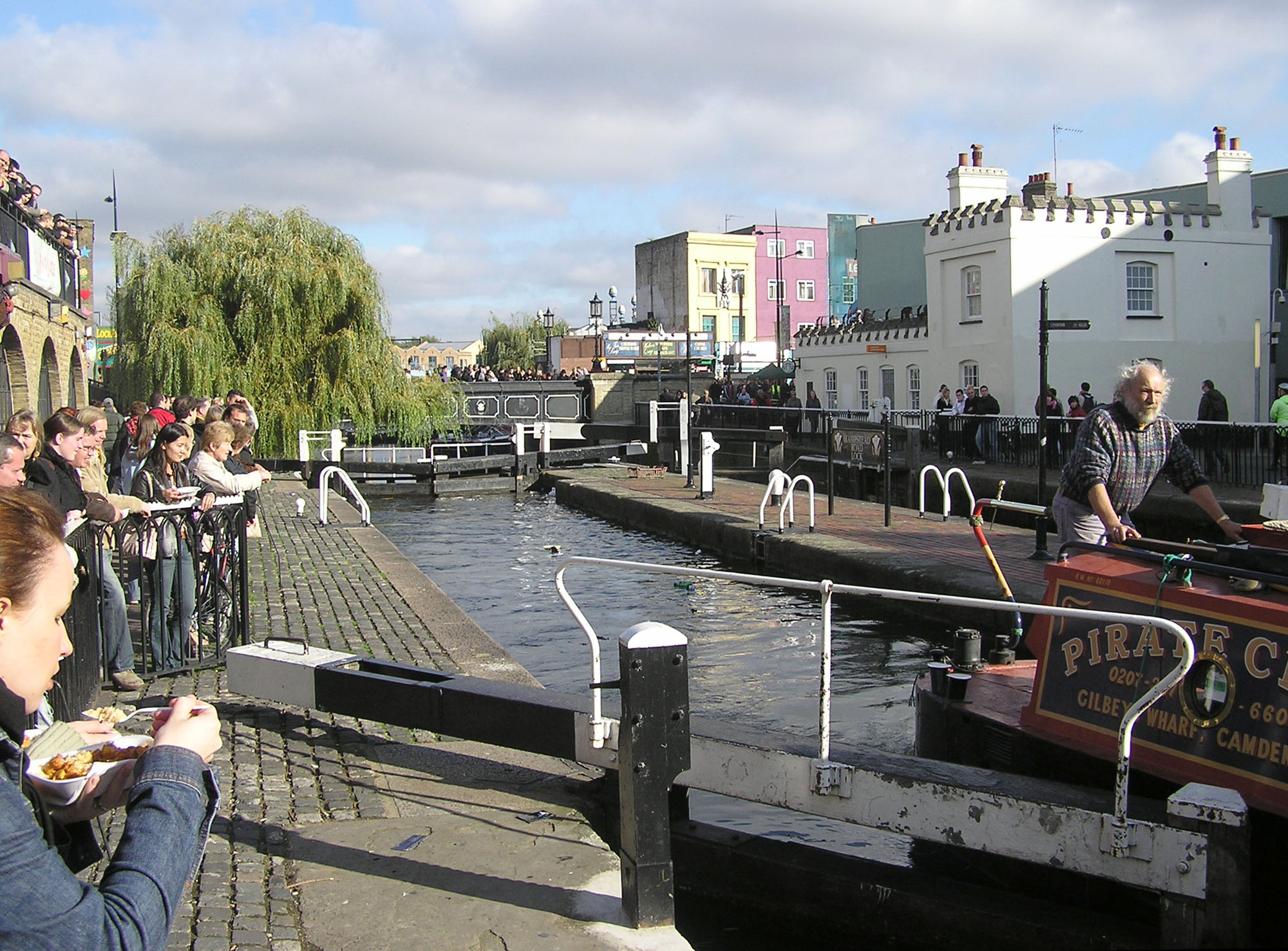
Camden Lock Market

Camden je velmi dobře znám pro své trhy. Mezi nejznámější patří venkovní trhy Buck Street Market, Stables Market, Inverness Street Market, Camden Canal Market, Camden Lock Market a trh, který se koná uvnitř budovy Electric Ballroom. Tyto trhy jsou velmi populární turistickou atrakcí, hlavně o víkendech, a předmětem prodeje jsou módní, stylové a bizarní předměty. Jsou spolu s okolními obchody populární mezi mladými lidmi, kteří se zajímají o alternativní styl oblečení. Na Stables Market se začínají více prodávat starožitnosti a nábytek.
Vlivem přitažlivosti camdenských trhů pro návštěvníky a turisty se rozhodly velké obchodní řetězce (například Virgin Megastore a Holiday Inn) do této oblasti umístit své obchody a rozšířily tak nabídku o méně alternativní typ zboží. Existuje zde i mnoho stravovacích zařízení nabízejících jídla různých světových kuchyní.

## Bary, kluby a hospody
- Black Cap – na ulici Camden High Street - zaměřený na gay klientelu. Původně se jmenoval Mother Black Cap.
- World's End – hospoda založená roku 1778. Nejdříve známá pod názvem Mother Red Cap a později Red Cap. Nachází se na Camden Road u stanice metra Camden Town.
- Underworld je malý hudební sál (kapacita 500 posluchačů). Pořádají se zde koncerty. Nachází se pod World's End.
- KOKO, původně zvaný Camden Palace. Hlavní taneční sál v obvodu. Nachází se na jižním konci Camden High Street poblíž stanice metra Mornington Crescent.
- Dublin Castle
- The Oh! Bar
- Electric Ballroom
- Quinns – velký rodinný irský bar na Kentish Town Road
- Devonshire Arms – hospoda ve stylu gotické subkultury. Označovaný jako The Dev.
- Ice Wharf – nejvýznamnější bar Lloyds
- Lock 17
- Camden Barfly – sál pro pořádání koncertů a jiných kulturních akcí.
- Good Mixer – známý bar na Arlington Road.

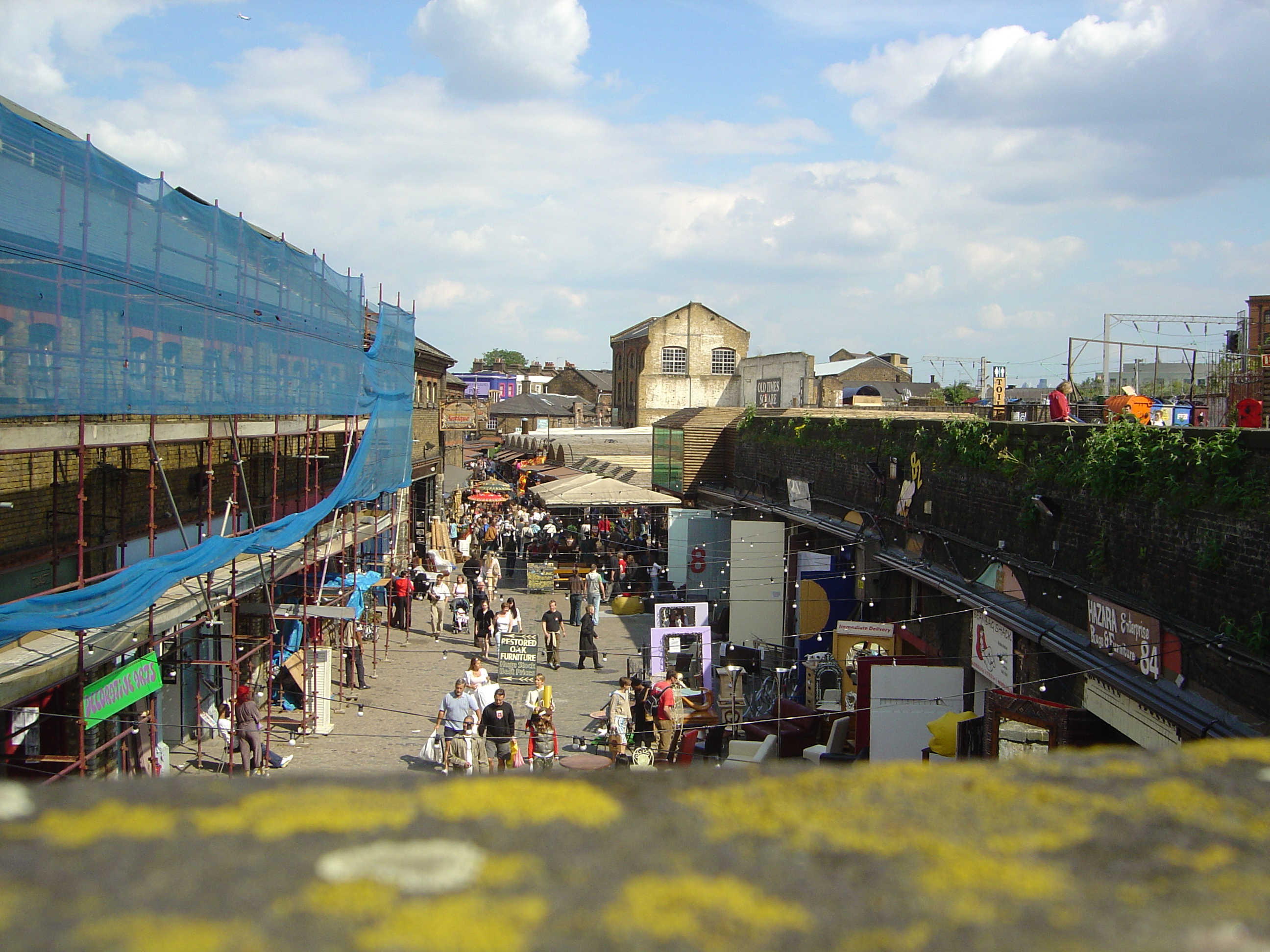
Camden Market

## Doprava
Z důvodu velké popularity Camdenských trhů musí být stanice metra Camden Town v sobotu odpoledne uzavřena pro odjíždějící cestující. Londýnské metro pro řešení tohoto problému navrhlo rekonstrukci této stanice do daleko větších rozměrů. Projekt počítal s nuceným odprodejem celého bloku, ve kterém se stanice metra nachází, a demolicí Electric Ballroom a přemístěním Buck Street Marketu. Bylo navrženo vybudování nových obchodů, kanceláří a několika obytných domů. Proti tomuto projektu se zvedla vlna odporu od lidí, kteří se obávali ztráty původního charakteru obvodu, takže projekt byl zastaven.

## Stanice metra
- Camden Town
- Chalk Farm
- Mornington Crescent

## Železniční zastávky
- Camden Road
- Kentish Town West
- Primrose Hill (nyní uzavřena)